# Pierre Fillon
Pierre Fillon (Le Mans, 25 luglio 1958) è un oculista francese e presidente dal 2012 dell'Automobile Club de l'Ouest, associazione responsabile dell'organizzazione della 24 Ore di Le Mans.

## Biografia
Figlio di un notaio e della storica Anne Fillon, è fratello di Arnaud (morto in un incidente all'età di 18 anni), di Dominique, pianista di jazz e di varietà, e dell'ex Primo ministro François Fillon. Sposato con Jane Clarke, è padre di tre figli. Sua moglie è sorella di Penelope Fillon, a sua volta consorte di suo fratello François.
Dottore in medicina (1988) e oculista, Pierre Fillon è anche pilota automobilistico: dopo essersi formato in diverse scuole di guida francesi (tra cui quella di Le Mans), partecipa occasionalmente dal 2009 alla Serie V della Federazione Francese degli Sport Automobilistici (FFSA).
Appassionato di sport motoristici in generale e di automobili in particolare fin dall'infanzia, Pierre Fillon ha partecipato alla sua prima 24 Ore di Le Mans nel 1966. Da allora non ha perso una sola edizione della manifestazione. Entrò a far parte dell'Automobile Club de l'Ouest nel 1995 prima di essere nominato amministratore nel dicembre 2003, membro del comitato direttivo nel novembre 2006 e presidente dal 31 maggio 2012.